# Never Been Better Tour
Never Been Better Tour è stato il terzo tour del cantautore inglese Olly Murs. Per promuovere il suo quarto album in studio Never Been Better, annunciato a novembre del 2014. Originariamente, era prevista solo una tappa composta da 14 spettacoli nel Regno Unito, ma in seguito è stata ampliata con più date anche nel resto d'Europa.

## Scaletta
Questo lista è riferita solamente ai due concerti di Sheffield il 31 marzo e il 1 ° aprile 2015.

### Tracce
1. Did You Miss Me
2. Right Place Right Time
3. Why Do I Love You
4. Hey You Beautiful
5. Hand on Heart
6. Never Been Better
7. Seasons
8. Thinking of Me / Busy / Please Don't Let Me Go – medley
9. Oh My Goodness
10. Hope You Got What You Came For
11. Heart Skips a Beat
12. Up (feat. Ella Eyre)
13. Dance with Me Tonight
14. Let Me In
15. Dear Darlin'
16. Uptown Funk – cover
17. Beautiful To Me
18. Troublemaker

#### Bis
1. Nothing Without You
2. Wrapped Up

## Date
| Data                | Città               | Stato            | Luogo                                   | Artista di apertura |                  |                  |
| Parte 1 — Europa    | Parte 1 — Europa    | Parte 1 — Europa | Parte 1 — Europa                        | Parte 1 — Europa    | Parte 1 — Europa | Parte 1 — Europa |
| ------------------- | ------------------- | ---------------- | --------------------------------------- | ------------------- | ---------------- | ---------------- |
| 31 marzo 2015       | Sheffield           | Inghilterra      | Motorpoint Arena Sheffield              | Ella Eyre           |                  |                  |
| 1º aprile 2015      | Sheffield           | Inghilterra      | Motorpoint Arena Sheffield              | Ella Eyre           |                  |                  |
| 3 aprile 2015       | Cardiff             | Galles           | Motorpoint Arena Cardiff                | Ella Eyre           |                  |                  |
| 4 aprile 2015       | Cardiff             | Galles           | Motorpoint Arena Cardiff                | Ella Eyre           |                  |                  |
| 7 aprile 2015       | Belfast             | Irlanda del Nord | Odyssey Arena                           | Ella Eyre           |                  |                  |
| 8 aprile 2015       | Belfast             | Irlanda del Nord | Odyssey Arena                           | Ella Eyre           |                  |                  |
| 10 aprile 2015      | Dublino             | Irlanda          | 3Arena                                  | Ella Eyre           |                  |                  |
| 11 aprile 2015      | Dublino             | Irlanda          | 3Arena                                  | Ella Eyre           |                  |                  |
| 12 aprile 2015      | Dublino             | Irlanda          | 3Arena                                  | Ella Eyre           |                  |                  |
| 14 aprile 2015      | Glasgow             | Scozia           | The SSE Hydro                           | Ella Eyre           |                  |                  |
| 15 aprile 2015      | Glasgow             | Scozia           | The SSE Hydro                           | Ella Eyre           |                  |                  |
| 16 aprile 2015      | Glasgow             | Scozia           | The SSE Hydro                           | Ella Eyre           |                  |                  |
| 18 aprile 2015      | Newcastle           | Inghilterra      | Metro Radio Arena                       | Ella Eyre           |                  |                  |
| 19 aprile 2015      | Newcastle           | Inghilterra      | Metro Radio Arena                       | Ella Eyre           |                  |                  |
| 20 aprile 2015      | Leeds               | Inghilterra      | First Direct Arena                      | Ella Eyre           |                  |                  |
| 22 aprile 2015      | Manchester          | Inghilterra      | Manchester Arena                        | Ella Eyre           |                  |                  |
| 23 aprile 2015      | Manchester          | Inghilterra      | Manchester Arena                        | Ella Eyre           |                  |                  |
| 24 aprile 2015      | Manchester          | Inghilterra      | Manchester Arena                        | Ella Eyre           |                  |                  |
| 26 aprile 2015      | Birmingham          | Inghilterra      | Barclaycard Arena                       | Ella Eyre           |                  |                  |
| 27 aprile 2015      | Birmingham          | Inghilterra      | Barclaycard Arena                       | Ella Eyre           |                  |                  |
| 28 aprile 2015      | Birmingham          | Inghilterra      | Barclaycard Arena                       | Ella Eyre           |                  |                  |
| 30 aprile 2015      | Nottingham          | Inghilterra      | Capital FM Arena                        | Ella Eyre           |                  |                  |
| 1º maggio 2015      | Nottingham          | Inghilterra      | Capital FM Arena                        | Ella Eyre           |                  |                  |
| 3 maggio 2015       | Londra              | Inghilterra      | O2 Arena                                | Ella Eyre           |                  |                  |
| 4 maggio 2015       | Londra              | Inghilterra      | O2 Arena                                | Ella Eyre           |                  |                  |
| 5 maggio 2015       | Londra              | Inghilterra      | O2 Arena                                | Ella Eyre           |                  |                  |
| 7 maggio 2015       | Londra              | Inghilterra      | O2 Arena                                | Ella Eyre           |                  |                  |
| 8 maggio 2015       | Liverpool           | Inghilterra      | Echo Arena                              | Ella Eyre           |                  |                  |
| 18 maggio 2015      | Parigi              | Francia          | Paris Olympia                           | Ella Eyre           |                  |                  |
| 20 maggio 2015      | Copenaghen          | Danimarca        | Falkoner Center                         | Ella Eyre           |                  |                  |
| 21 maggio 2015      | Oslo                | Norvegia         | Sentrum Scene                           | Ella Eyre           |                  |                  |
| 22 maggio 2015      | Stoccolma           | Svezia           | Gröna Lund                              | Ella Eyre           |                  |                  |
| 26 maggio 2015      | Amburgo             | Germania         | O2 World                                | Ella Eyre           |                  |                  |
| 27 maggio 2015      | Oberhausen          | Germania         | König Pilsener Arena                    | Ella Eyre           |                  |                  |
| 29 maggio 2015      | Hannover            | Germania         | Expo Plaza                              | Ella Eyre           |                  |                  |
| 30 maggio 2015      | Berna               | Svizzera         | Festhalle                               | Ella Eyre           |                  |                  |
| 31 maggio 2015      | Vienna              | Austria          | Gasometer                               | Ella Eyre           |                  |                  |
| 2 giugno 2015       | Milano              | Italia           | Milan La Fabrique                       | Ella Eyre           |                  |                  |
| 3 giugno 2015       | Monaco di Baviera   | Germania         | Olympiahalle                            | Ella Eyre           |                  |                  |
| 7 giugno 2015       | Anversa             | Belgio           | Lotto Arena                             | Ella Eyre           |                  |                  |
| 9 giugno 2015       | Amsterdam           | Paesi Bassi      | Heineken Music Hall                     | Ella Eyre           |                  |                  |
| 10 giugno 2015      | Copenaghen          | Danimarca        | Falkoner Center                         | Ella Eyre           |                  |                  |
| Parte 2 — Australia |                     |                  |                                         | Ella Eyre           |                  |                  |
| 4 agosto 2015       | Perth               | Australia        | Perth Arena                             |                     |                  |                  |
| 6 agosto 2015       | Brisbane            | Australia        | Brisbane Convention & Exhibition Centre |                     |                  |                  |
| 8 agosto 2015       | Melbourne           | Australia        | Margaret Court Arena                    |                     |                  |                  |
| 9 agosto 2015       | Adelaide            | Australia        | Adelaide Entertainment Centre           |                     |                  |                  |
| 11 agosto 2015      | Sydney              | Australia        | Enmore Theatre                          |                     |                  |                  |
| Parte 3 — Europa    |                     |                  |                                         |                     |                  |                  |
| 22 agosto 2015      | Chelmsford          | Inghilterra      | Hylands Park                            |                     |                  |                  |
| 23 agosto 2015      | Weston-under-Lizard | Inghilterra      | Weston Park                             |                     |                  |                  |